# Torneio Jubileu de Ouro da Associação de Futebol de La Paz
O Torneio Jubileu de Ouro da Associação de Futebol de La Paz de 1964 foi uma competição de futebol disputada na cidade de La Paz, na Bolívia. Foi disputada entre o Botafogo (campeão invicto do torneio), o Boca Juniors, o The Strongest, o Baník Ostrava e o Racing de Montevideo

## Jogos do campeão
- 1º de março de 1964

Botafogo 2-0 Baník Ostrava
Gérson  e Amoroso 
- 5 de março de 1964

Botafogo 2-1 Racing
Arlindo  e Jairzinho 
- 12 de março de 1964

Botafogo 2-0 The Strongest
Jairzinho  e Amoroso 
- 15 de março de 1964

Botafogo 2-1 Boca Juniors
Botafogo: Manga, Joel, Zé Carlos, Nílton Santos e Rildo; Élton e Gérson; Garrincha, Arlindo, Jairzinho (Amoroso) e Zagallo. Técnico: Zoulo Rabello 
Boca Juniors: Roma, Simeone, Magdalena, Orlando e Marzoline; Rattin e Silveira; Rulli, Ferreyra (Perez), Sanfilippo e González Técnico: Aristóbulo Deambrosi
Para o Botafogo:Gérson  e Jairzinho  
Para o Boca Juniors:Sanfilippo 

## Classificação final
| #  | Time          | Pontos | Jogos | Vitórias | Empates | Derrotas | Gols Pró | Gols Contra | Saldo |
| 1º | Botafogo      | 8      | 4     | 4        | 0       | 0        | 8        | 2           | +6    |
| 2º | Boca Juniors  | 5      | 4     | 2        | 1       | 1        | 5        | 4           | +1    |
| 3º | Baník Ostrava | 4      | 4     | 2        | 0       | 2        | 6        | 6           | 0     |
| 4º | The Strongest | 3      | 4     | 1        | 1       | 2        | 4        | 6           | -2    |
| 5º | Racing        | 0      | 4     | 0        | 0       | 4        | 4        | 9           | -5    |

## Jogadores do Botafogo que jogaram no torneio
- Goleiro: Manga
- Zagueiros: Joel, Zé Carlos, Nílton Santos e Rildo
- Meias: Élton, Ayrton e Gérson
- Atacantes: Garrincha, Arlindo, Amoroso, Jairzinho e Zagallo
- Técnico: Zoulo Rabello